# Höflas (Lauf an der Pegnitz)
Höflas ist ein Gemeindeteil der Stadt Lauf an der Pegnitz im Landkreis Nürnberger Land (Mittelfranken, Bayern). Höflas liegt in der Gemarkung Dehnberg.

## Lage
Das Dorf bildet mit Dehnberg im Westen eine geschlossene Siedlung. Diese liegt auf einem Höhenrücken und ist von Acker- und Grünland umgeben, an das sich in allen Richtungen außer dem Westen Waldgebiete anschließen. Eine Gemeindeverbindungsstraße führt nach Dehnberg (0,4 km westlich) bzw. nach Heuchling (2 km südlich).

## Geschichte
Der Ort gehörte seit dem frühen 19. Jahrhundert zur Ruralgemeinde Dehnberg. Dehnberg und Höflas gehörten viele Jahrhunderte zum Pflegamt Lauf. Am 1. Januar 1977 erfolgte die Eingemeindung der Gemeinde Dehnberg in die Kreisstadt Lauf an der Pegnitz.